# Iglesia de San Jorge en Velabro
La Iglesia de San Jorge en Velabro (en italiano: Chiesa di San Giorgio in Velabro pronunciado //) es un templo católico en el centro histórico de Roma, ubicado en el Rione de Ripa, en la vía de Velabro. La iglesia se encuentra inmediatamente al lado del Arco de los Argentarios y cerca del Arco de Jano, en la pequeña plaza de la Cloaca Máxima, no lejos del lugar donde la leyenda sitúa el descubrimiento de los gemelos Rómulo y Remo por la loba. La construcción es el resultado de una ampliación del siglo IX de un edificio diaconal anterior. La iglesia, que se encuentra en el territorio de la parroquia de Santa María del Pórtico en Campitelli, y es un rectorado confiado a la Orden de la Santa Cruz, es la sede de la diaconía de San Jorge en Velabro, entre cuyos cardenales titulares se encontraban los pontífices Bonifacio IX y Martín V, así como el beato Pedro de Luxemburgo y John Henry Newman. Es también la iglesia estacional del jueves después del Miércoles de Ceniza, establecida como tal por el papa Gregorio II.

Plano de la Iglesia.